# Photo Obsession
Pour plus de détails, voir Fiche technique et Distribution.
Photo Obsession (One Hour Photo) est un thriller psychologique réalisé par Mark Romanek, tourné en 2001 et sorti en 2002.
Le film suit Seymour Sy Parrish (Robin Williams) qui est employé dans un laboratoire de développement de photos d'un centre commercial. Il a l'habitude de voir défiler clients et photos de familles. Son travail est méticuleux, exempt de reproches. La vie privée de ses clients s'étale au grand jour sur sa visionneuse. L'une d'elles l'intéresse jusqu'à l'obsession : celle des Yorkin. Des parents jeunes, sans histoire, un enfant adorable, une belle maison. Sy se fait pour lui-même des doubles de chacun de leurs tirages. Sy est un solitaire qui n'a ni famille ni amis, à ses yeux les Yorkin sont la famille qu'il aurait rêvé d'avoir, une famille parfaite.

## Synopsis
Seymour "Sy" Parrish est technicien photo lors d'une séance photo d'une heure dans le magasin à grande surface SavMart. Il vit seul, n'a ni amis ni vie amoureuse, et ne vit que pour son travail, qu'il considère comme un "service vital". Ses clients préférés sont la famille Yorkin, dont il développe les photos depuis de nombreuses années. Au fil des ans, il est devenu obsédé par la famille, les enchâssant dans sa maison avec leurs photos qu'il copie secrètement. Cependant, comme il est timide et socialement incompétent, ses tentatives pour se rapprocher de la famille sont doucement repoussées.
Sy parvient finalement à créer une connexion avec Nina Yorkin lorsqu'il prétend être intéressé par un livre qu'il l'a vue acheter. Nina apprend que Sy vit une existence solitaire, ce que seul son fils Jake avait envisagé auparavant. Le lendemain, le directeur du magasin, Bill Owens, termine une enquête d'audit sur les dépenses de l'entreprise. Il découvre que Sy, en l'espace de neuf ans, a imprimé beaucoup plus de tirages qu'il n'en a été commandé et payé, en plus d'espacer le travail, de prendre des pauses déjeuner non autorisées de 90 minutes, de donner des marchandises gratuites (y compris un appareil photo pour Jake) et provoquant une altercation avec le préposé à l'entretien de la machine en développement devant les clients. Il en résulte que Sy est renvoyé de SavMart, mais Bill lui permet de terminer la semaine.
En examinant les photos d'un client, Sy découvre que Will Yorkin a une liaison extraconjugale, et sa conception idyllique des Yorkins en tant que famille parfaite est brisée. Il place subrepticement les photos de Will et de sa maîtresse, Maya Burson, dans un paquet de photos que Nina devait récupérer. Pendant ce temps, Sy prend ensuite des photos de style paparazzi de la jeune fille de Bill, puis envoie le film avec les photos à Yoshi (un autre employé de SavMart), qui les remet ensuite à Bill. Cela déclenche une enquête policière sur Sy.
Alors que les détectives James Van Der Zee et Paul Outerbridge découvrent l'obsession de Sy, ce dernier confronte Will et Maya lors d'un rendez-vous dans leur chambre d'hôtel. Armé d'un couteau et d'un appareil photo, Sy oblige les amants à poser nus dans des positions sexuelles pendant qu'il prend des photos. Après la confrontation, Sy remarque que la police est arrivée à l'hôtel et s'échappe par une issue de secours. La porte de sortie déclenche une alarme et Van Der Zee poursuit Sy tandis qu'Outerbridge trouve Will et Maya physiquement indemnes mais émotionnellement traumatisés. La police appréhende Sy dans le parking. Après avoir été arrêté, Sy affirme : "Je viens de prendre des photos."
Dans la salle d'interrogatoire de la police, Van Der Zee demande à Sy pourquoi il a terrorisé Will et Maya. Celui-ci répond qu'il peut dire que Van Der Zee est un bon père qui ne commettrait jamais d'adultère ou ne prendrait jamais de "photos dégoûtantes, malades et dégradantes" de ses enfants (suggérant que le propre père de Sy l'a exploité pour la pédopornographie), et l'affaire entre Will et Maya a déclenché sa mémoire traumatisante - que Sy a dû venger. Satisfait de son témoignage sincère, Van Der Zee exprime sa gratitude. Sy demande alors les photos qu'il a prises à l'hôtel. Le détective décrit les images comme des "preuves", mais cède et les donne à Sy, qui les affiche sur la table. Ils semblent n'être que des plans d'objets et de mobilier d'une chambre d'hôtel. Après avoir été laissé seul dans la pièce, Sy s'imagine comme faisant partie d'une photo de famille heureuse des Yorkins, avec le bras de Will autour d'un Sy souriant.

## Fiche technique
Sauf indication contraire, les informations mentionnées dans cette section peuvent être confirmées par les bases de données cinématographiques IMDb et Allociné,  présentes dans la section « Liens externes ».
- Titre original : One Hour Photo
- Titre français : Photo Obsession
- Réalisation : Mark Romanek
- Scénario : Mark Romanek
- Musique : Reinhold Heil et Johnny Klimek
- Direction artistique : Michael Manson
- Décors : Tom Foden
- Costumes : Arianne Phillips
- Photographie : Jeff Cronenweth
- Son : Michael C. Casper, Andrew DeCristofaro, Michael Payne, Jonathan Wales
- Montage : Jeffrey Ford
- Production : Pamela Koffler, Christine Vachon et Stan Wlodkowski
  - Production déléguée : Jeremy W. Barber, Robert B. Sturm et John Wells
  - Production associée : Robert Katz
- Sociétés de production : Killer Films et Laughlin Park Pictures, en association avec Catch 23 Entertainment, présenté par Fox Searchlight Pictures
- Sociétés de distribution : Fox Searchlight Pictures (États-Unis) ; Fox-Warner (Suisse romande) ; UGC Fox Distribution (France)
- Budget : 7 millions USD (selon JP box-office)[1] ; 12 millions USD (selon Box Office Mojo)[2]
- Pays de production :  États-Unis
- Langue originale : anglais
- Format : couleur (DeLuxe) — 35 mm — 1,85:1 (Panavision) — son Dolby
- Genre : thriller, drame
- Durée : 96 minutes
- Dates de sortie[3] :
  - États-Unis : 13 janvier 2002 (Festival de Sundance) ; 21 août 2002 (sortie limitée) ; 13 septembre 2002 (sortie nationale)
  - Belgique : 28 août 2002[4]
  - France : 2 septembre 2002 (Festival du cinéma américain de Deauville) ; 18 septembre 2002 (sortie nationale)[5]
  - Suisse romande : 4 décembre 2002[6]
- Classification[7] :
  - États-Unis : les enfants de moins de 17 ans doivent être accompagnés d'un adulte (R – Restricted)[N 1]
  - France : tous publics avec avertissement[8]
  - Belgique : tous publics (Alle Leeftijden)[4]
  - Suisse romande : interdit aux moins de 16 ans[9]
  - Québec : 13 ans et plus (13+ / 13 years and over)[10]

## Distribution
- Robin Williams (VF : Michel Papineschi) : Seymour Sy Parrish
- Connie Nielsen (VF : Anneliese Fromont) : Nina Yorkin
- Michael Vartan (VF : Arnaud Arbessier) : Will Yorkin
- Dylan Smith (VF : Gwenaël Sommier) : Jake Yorkin
- Gary Cole (VF : Daniel Lafourcade) : Bill Owens, le patron
- Eriq La Salle (VF : Thierry Desroses) : Inspecteur Van Der Zee
- Clark Gregg (VF : Éric Herson-Macarel) : Inspecteur Outerbridge
- Erin Daniels (VF : Catherine Le Hénan) : Maya Burson
- Paul H. Kim (VF : Anatole Thibault) : Yoshi Araki

## Accueil

### Box-office
Le film, d'abord distribué en sortie limitée aux États-Unis, démarre à la 24e place du box-office américain avec 321 515 USD de recettes, en étant diffusé dans sept salles. Il connaît une sortie plus large sur le territoire américain après cinq semaines d'exploitation avec 8 006 660 USD dans 1 212 salles pour son cinquième week-end, ce qui lui vaut d'atteindre la troisième place du box-office. Après vingt semaines d'exploitation, le long-métrage finit avec 31 597 131 USD de recettes. Les recettes internationales atteignent 20 626 175 USD, notamment grâce à l'Espagne (3,3 millions USD), l'Australie (2,3 millions USD) et le Royaume-Uni (2 millions USD), où le film obtient ses meilleures recettes en dehors des États-Unis, ce qui permet d'engranger 52 223 306 USD dans le monde.
En France, le film connaît une distribution modeste en salles (plus de 100 copies) et occupe la 7e place avec 106 000 entrées pour sa première semaine à l'affiche, mais peine à se stabiliser les semaines suivantes pour finir avec 218 259 entrées en fin d'exploitation.

## Distinctions

### Récompenses

#### 2002
- Festival du cinéma américain de Deauville :
  - Prix du jury pour Mark Romanek
  - Prix du public « Première » pour Mark Romanek
  - Prix du public pour Mark Romanek

#### 2003
- Academy of Science Fiction, Fantasy and Horror Films - Saturn Awards : Saturn Award du meilleur acteur pour Robin Williams
- Fangoria Chainsaw Awards : meilleur acteur pour Robin Williams
- Online Film Critics Society Awards : meilleur réalisateur prometteur pour Mark Romanek

### Nominations

#### 2002
- Festival du cinéma américain de Deauville :
  - Grand prix pour Mark Romanek
  - Prix de la critique internationale pour Mark Romanek
- Festival du film de Sundance : Grand prix du jury - Film dramatique pour Mark Romanek
- Festival international du film de Locarno : Léopard d'or pour Mark Romanek
- Las Vegas Film Critics Society Awards : meilleur acteur pour Robin Williams

#### 2003
- Academy of Science Fiction, Fantasy and Horror Films - Saturn Awards :
  - Meilleur film d'action / aventures / thriller
  - Meilleure actrice dans un second rôle pour Connie Nielsen
  - Meilleur scénario pour Mark Romanek
  - Meilleure musique pour Reinhold Heil et Johnny Klimek
- AARP Movies for Grownups Awards : meilleure performance d'échappée pour Robin Williams
- Art Directors Guild : meilleurs décors dans un film contemporain pour Tom Foden et Michael Manson
- Critics' Choice Movie Awards : meilleur acteur pour Robin Williams
- Dallas-Fort Worth Film Critics Association Awards : meilleur acteur pour Robin Williams
- Danish Film Awards (Robert) : meilleur film américain pour Mark Romanek
- Fangoria Chainsaw Awards : meilleure actrice dans un second rôle pour Connie Nielsen
- Il Festival Nazionale del Doppiaggio Voci nell'Ombra : meilleure voix masculine pour Carlo Valli (pour le doublage de Robin Williams)
- International Horror Guild Awards : meilleur film
- Online Film and Television Association : meilleur acteur pour Robin Williams
- Online Film Critics Society Awards : meilleur acteur pour Robin Williams
- Satellite Awards :
  - Meilleur acteur dans un film dramatique pour Robin Williams
  - Meilleur montage pour Jeffrey Ford
- Young Artist Awards : meilleur second rôle masculin dans un film (Jeune acteur) pour Dylan Smith

## Éditions en vidéo
En France, le film Photo Obsession est sorti en DVD le 19 mars 2003, puis en VOD le 1er août 2014 et en Blu-ray le 3 septembre 2014.